# Institucions polítiques de Roma
Les institucions polítiques de la Roma Antiga estaven essencialment fonamentades en el dret romà. Aquí es presenta una llista incompleta d'institucions polítiques que recull, però, les més representatives:

## Lleis
- Dret romà
- Llista de lleis romanes
- Lleis de les dotze taules
- Digest
- Corpus Juris Civilis

## Governants de Roma
- Cònsol de Roma (vegeu la llista de cònsols romans de la República)
- Emperador romà (establert després de la mort de Juli Cèsar) (vegeu la llista d'emperadors romans)
- Censor romà
- Princeps

## Òrgans polítics
- Comicis romans
- Assemblea romana
- Senat romà
- Cúria romana

## Classes socials
- Optimates
- Populares
- Nobiles
- Patricis
- Equites
- Plebs
- Proletaris
- Esclaus

## Oficis públics
- Edil romà
- Censor
- Comes
- Cònsol
- Dictador romà
- Magistrat romà
- Legat
- Pretor
  - Pretor peregrí
- Princeps senatus
- Procurator
- Promagistrat
- Rex sacrorum
- Governador romà
- Qüestor
- Tribú de la plebs
- Tribú

## Miscel·lània
- Cursus honorum
- Decemvir - vigintisexviri
- Pontífex màxim
- Imperator
- Imperium
- Magister equitum
- Lictor
- Roca Tarpeia
- Triumvirats
  - Primer Triumvirat
  - Segon Triumvirat